# Velká Lhota
Velká Lhota (en allemand : Groß Lhota, précédemment : Groß Lhotta) est une commune du district de Vsetín, dans la région de Zlín, en Tchéquie. Sa population s'élevait à 493 habitants en 2020.

## Géographie
Velká Lhota se trouve à 7 km au sud-est du centre de Valašské Meziříčí, à 12 km au nord-nord-est de Vsetín, à 36 km au nord-est de Zlín et à 269 km à l'est-sud-est de Prague.
La commune est limitée par Zašová au nord, par Střítež nad Bečvou au nord-est, par Vidče et Valašská Bystřice à l'est, par Malá Bystřice et Bystřička au sud, et par Valašské Meziříčí à l'ouest.

## Histoire
La première mention écrite du village date de 1374.